# Federico Millosevich
Federico Millosevich (Venezia, 10 gennaio 1875 – Roma, 9 novembre 1942) è stato un mineralogista e politico italiano.

## Biografia
Si laurea in scienze naturali nel 1896 all'università di Roma, ove nel 1902 ottiene la cattedra di mineralogia. Poi si trasferisce all'Istituto di studi superiori di Firenze a partire dal 26 giugno 1910, per tornare a Roma dal 20 giugno 1915 come professore ordinario della stessa materia.
Fu Ispettore generale delle miniere al Ministero dell'economia nazionale dal 1923 al 1925. Collaborò all'Enciclopedia Italiana.
Eletto rettore della Sapienza di Roma il 23 ottobre 1927, rimase in carica sino al 1929. Nel 1934 è nominato senatore del Regno, dove fu presidente della Commissione Africa Italiana dal 1941 alla morte .
Fu fascista convinto, e sostenitore ed attuatore della persecuzione degl'accademici ebrei secondo le leggi razziali. Fu presidente dell'Accademia dei Lincei dal 1938 fino al 1939, quando fu nominato membro dell'ufficio di presidenza dell'Accademia d'Italia. Fu in questo ruolo che mise in atto l'espulsione dei membri di origine ebraica, come richiesto dalle leggi razziali. Alle richieste di chiarimento di Albert Einstein, socio straniero dell'Accademia fin dal 29 settembre 1921, rispose con solo due righe annunciandogli il decadimento da "Socio di questa Reale Accademia".